# ING Groep
ING Groep (нід. Internationale Nederlanden Groep - Міжнародна Нідерландська Група) — міжнародна нідерландська фінансова група з головним офісом в Амстердамі. Станом на 2017, ING є однією з 20 найбільших фінансових груп світу, що пропонує банківські та страхові послуги, інвестиційні та пенсійні програми.
У 2020 році ING мав 53,2 мільйона клієнтів у більш ніж 40 країнах. Компанія входить до складу фондового індексу Euro Stoxx 50  Довгостроковий борг компанії станом на грудень 2019 року становить 150 млрд євро. .

## Історія
За увесь час існування група ING поглинула численні банки та фінансові компанії. Історія ING починається у 1743 році, коли був заснований найперший з банків-попередників сучасної групи. У сучасному вигляді ING Groep існує з 1991 року після злиття банківської групи NMB Postbank Groep і страхової компанії Nationale-Nederlanden. Значна частина діяльності групи зосереджена в Західній Європі. На початок XXI століття входить в число найбільших у світі.
У червні 2012 банк ING оштрафовано на $600 млн. Такий штраф накладено за порушення режиму санкцій проти Ірану. Мін'юст США звинуватив фінансову установу в незаконному перерахуванні 1,6 мільярда доларів через американські банки на рахунки клієнтів із чорного списку країн, включаючи Кубу й Іран. При цьому ING приховував цю інформацію. Це найбільше стягнення, накладене коли-небудь на банк за порушення режиму санкцій стосовно третьої сторони. Банк визнав порушення. Це четверта з фінустанов, яка досягла мирової угоди з владою США про порушення режиму санкцій.
У січні 2025 року ING Groep оголосив про продаж свого бізнесу в Росії компанії Global Development JSC.

## ING Банк Україна
В Україні ING представлено ПАТ «ІНГ Банк Україна». У 1994 році ING Bank N.V. відкрив представництво у Києві, а в грудні 1997 року був зареєстрований як банк із 100 % іноземним капіталом. Станом на початок 2018 року загальні активи банку становили близько 10 млрд гривень, за їх розмірами «ІНГ Банк Україна» входить в двадцятку найбільших банків в Україні. Банк працює переважно в корпоративному сегменті ринку України.